# Варзуфка
Варзуфка — река в России, протекает по Котласскому району Архангельской области. Устье реки находится в 5 км по левому берегу реки Варзокса (бассейн Северной Двины). Длина реки составляет 15 км.

## География
Высота истока Варзуфки 162 м. Исток реки находится на севере Котласского района Архангельской области, недалеко от посёлка Лесной 14-го км, находящегося на Нюбской узкоколейной железной дороге. У реки наблюдается значительное падение и уклон. Варзуфка протекает по лесной, ненаселённой местности. Впадает в Варзоксу неподалёку от деревни Новиково.

## Данные водного реестра
По данным государственного водного реестра России относится к Двинско-Печорскому бассейновому округу, водохозяйственный участок реки — Вычегда от города Сыктывкар и до устья, речной подбассейн реки — Высегда. Речной бассейн реки — Северная Двина.
Код объекта в государственном водном реестре — 03020200212103000024303.